# Druhá vláda Waleryho Sławka
Druhá vláda Waleryho Sławka  byla vládou Druhé Polské republiky pod vedením premiéra Waleryho Sławka. Kabinet byl jmenován prezidentem Ignacym Mościckým 5. prosince 1930 po demisi předchozí druhé Piłsudského vlády. Kabinet podal demisi po necelém půl roce fungování 26. května 1931.
Walery Sławek se vrátil do úřadu premiéra kvůli špatnému zdravotnímu stavu Józefa Piłsudského po uvěznění největších politických odpůrců sanačního režimu v Brestské pevnosti a parlamentních volbách v roce 1930. Jeho vláda se musela vypořádat s horšícím se hospodářským stavem země, kritikou opozice kvůli brestské aféře a dalšímu zneužívání moci režimními představiteli a také se zvýšenou aktivitou Ukrajinské vojenské organizace.
Sławek jako premiér a lídr Nestranického bloku spolupráce s vládou odmítal dialog s opozicí. Prorežimním poslancům radil, aby s ní nediskutovali a dávali jí najevo, že její názory nemají žádný vliv. V důsledku toho opatření vlády rychle procházela legislativním procesem. Prošly třeba zákony umožňující represe opozičních osob a organizací (k organizaci demonstrací byl potřeba souhlas ministra vnitra, železničáři mohli být povoláni v případě stávky v době ohrožení státu do armády, ministr školství mohl přinutit profesora vyjadřujícího své protivládní názory k odchodu do důchodu). Sejm také schválil usnesení, že bývalý ministr pokladu Gabriel Czechowicz postupoval při správně rozpočtu v souladu se zákony, když ze státního rozpočtu dal BBWR příspěvek na kampaň.
Parlamentní opozice žádala v Sejmu zřízení vyšetřovací komise kvůli zatčení opozičních politiků. Premiér si byl vědom toho, že kdyby zasedání neumožnil, znamenalo by to přiznání viny. Schůze se tedy uskutečnila v noci 26. ledna 1931 od půlnoci do 4:20. Na konci zasedání premiér přečetl prohlášení, podle kterého ze strany vlády nedošlo k žádnému brutálnímu násilí vůči opozičním předákům. Usnesení pak poslanci BBWR prosadili. Co se týče zacházení s politickými vězni v Bretské pevnosti, Sławek tvrdil, že k žádnému sadistickému zacházení nedošlo, ale pořádek musel být jako v každém vězení vymáhán silou. V tom premiér lhal, protože měl informace o brutálním zacházení s politickými vězni zajatými před volbami. Kdyby to přiznal, zdiskreditoval by tím ale celý sanační tábor, který se zaštiťoval morální obnovou.

## Složení vlády
| Portfej                                    | Ministr / člen vlády         | Strana    | Nástup do úřadu  | Odchod z úřadu  |
| ------------------------------------------ | ---------------------------- | --------- | ---------------- | --------------- |
| Předseda vlády                             | Walery Sławek                | BBWR      | 5. prosince 1930 | 26. května 1931 |
| Místopředseda vlády                        | Bronisław Pieracki           | BBWR      | 5. prosince 1930 | 26. května 1931 |
| Ministr vnitra                             | Felicjan Sławoj Składkowski  | nestraník | 5. prosince 1930 | 26. května 1931 |
| Ministr zahraničí                          | August Zaleski               | nestraník | 5. prosince 1930 | 26. května 1931 |
| Ministr vojenství                          | Józef Piłsudski              | nestraník | 5. prosince 1930 | 26. května 1931 |
| Ministr spravedlnosti                      | Czesław Michałowski          | nestraník | 5. prosince 1930 | 26. května 1931 |
| Ministr náboženství a veřejného vzdělávání | Sławomir Czerwiński          | BBWR      | 5. prosince 1930 | 26. května 1931 |
| Ministr pokladu                            | Ignacy Matuszewski           | BBWR      | 5. prosince 1930 | 26. května 1931 |
| Ministr průmyslu a obchodu                 | Aleksander Prystor           | BBWR      | 5. prosince 1930 | 26. května 1931 |
| Ministr zemědělství                        | Leon Janta Połczyński        | BBWR      | 5. prosince 1930 | 26. května 1931 |
| Ministr zemědělských reforem               | Leon Kozłowski               | BBWR      | 5. prosince 1930 | 26. května 1931 |
| Ministr veřejných prací                    | Mieczysław Norwid-Neugebauer | nestraník | 5. prosince 1930 | 26. května 1931 |
| Ministr práce a sociální péče              | Stefan Hubicki               | BBWR      | 5. prosince 1930 | 26. května 1931 |
| Ministr komunikací                         | Alfons Kühn                  | BBWR      | 5. prosince 1930 | 26. května 1931 |
| Ministr pošt a telegrafů                   | Ignacy Boerner               | nestraník | 5. prosince 1930 | 26. května 1931 |